# Arenas Bridge
Die Arenas Bridge in Cayey ist eine Fachwerkträgerbrücke aus Stahl, die 1894 als  Puente Rio La Plata erbaut wurde und die längste während der spanischen Kolonialzeit in Puerto Rico erbaute Brücke. Sie überquerte den Rio de la Plata, den längsten Fluss auf der Insel. Der National Park Service bezeichnet die Brücke als „wichtigste Metallbrücke in Puerto Rico aus jener Zeit“. Sie wird immer noch genutzt.
Die Brücke wurde als Teil der Carretera Central gebaut, der ersten Landstraße durch die zentralen Berge Puerto Ricos. Die 134 Kilometer lange Fernstraße verbindet San Juan mit der Hafenstadt Ponce und wurde weitgehend 1886 fertiggestellt, wobei einige Brücken nur provisorisch gebaut und nur 13 Brückenbauwerke dauerhaft waren. Der Bau der endgültigen Arenas Bridge erfolgte 1894, vier Jahre vor der Komplettierung der Carretera Central 1898.
Aufgrund der Seltenheit des Rohstoffes Eisen in Puerto Rico gab es keine Stahlproduktionsbetriebe auf der Insel, sodass solche Bauwerke wie diese in Übersee produziert und danach in Teilen nach Puerto Rico verschifft wurden. Ein Handelsbeauftragter der spanischen Regierung in Paris sammelte die internationalen Gebote, zumeist von britischen und belgischen Unternehmen, die an der Konstruktion von Brücken in den spanischen Kolonien interessiert waren. Die Arenas Bridge wurde von dem belgischen Unternehmen Nicrisse and Decluve vorproduziert und dann mit dem Dampfschiff Teutonia nach Puerto Rico verfrachtet.
Eine Alternative zum Bau einer Fachwerkträgerbrücke wäre eine Hängebrücke gewesen, was vor dem Bau der Brücke eine bereits gutentwickelte Technologie war, um längere Spannen zu erreichen. Auf Puerto Rico gab es während der Kolonialzeit jedoch nicht die Notwendigkeit, längere Spannen zu errichten, da es keine besonders breiten Flüsse und Schluchten auf der Insel gibt. Der Chefingenieur Manuel Sanchez-Nuñez entschied, dass Hängebrücken für das tropische Klima ungeeignet seien und ließ 1857 eine bereits gebaute Hängebrücke in Caguas abreißen. Demzufolge waren Hängebrücken in Puerto Rico nicht sehr verbreitet und selbst in heutiger Zeit gibt es vermutlich nur drei solcher Bauwerke auf der Insel, darunter eine moderne Fußgängerbrücke in Bayamón.
Geplant wurde das Bauwerk von Mariano Sichar. Für die stählerne Brücke wurden Baukosten von 56.221 Pesos vereinbart, das Stahlgewicht wurde mit 23.623 Pfund projektiert. Steinerne Widerlager, die die Brücke tragen sollten, wurden unter der Aufsicht von José Roque-Paniagua gebaut, die Montage der Brücke überwachte der Ingenieur Julio Larrinaga.
Während des Spanisch-Amerikanischen Krieges drangen die Streitkräfte der Vereinigten Staaten von Süden nach Norden über die Carretara Central vor. Eine andere Brücke wurde von den Spaniern zerstört, um den Vormarsch der US-Truppen zu bremsen, die Arenas Bridge blieb jedoch verschont.